# Emboscada (golpe)

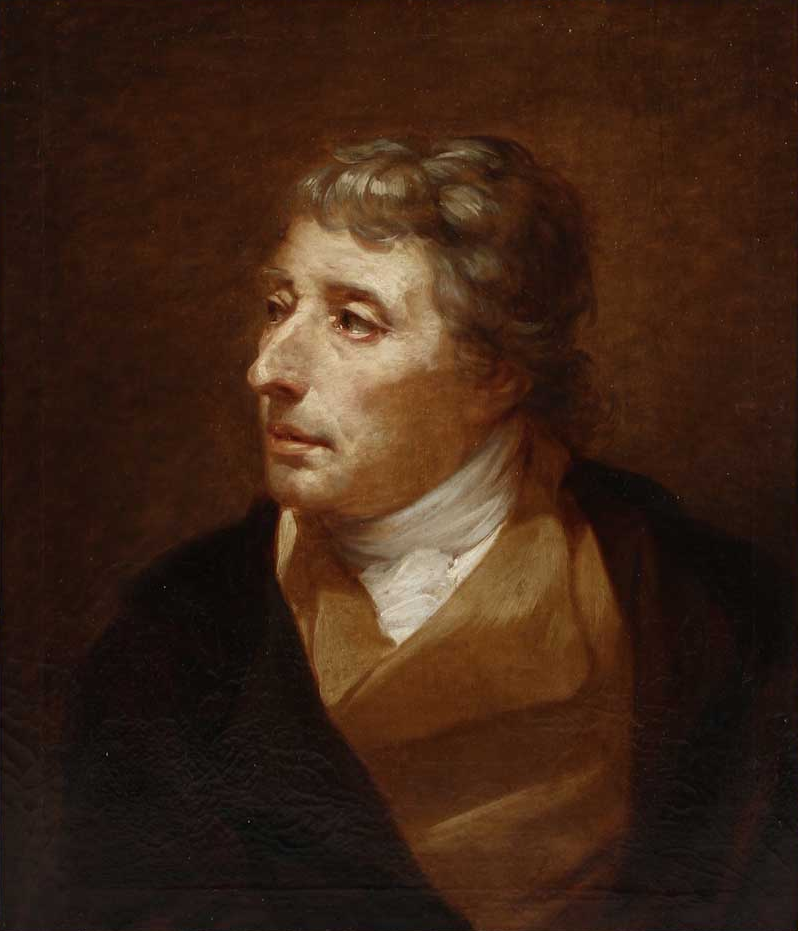
Retrato de Pedro de Sousa Holstein. A forma como ele foi demitido motivou o nome de Emboscada para o golpe palaciano.

Emboscada foi o golpe palaciano de 6 de Outubro de 1846 pelo qual a rainha dona Maria II de Portugal depôs o governo presidido por Pedro de Sousa Holstein, o 1.º duque de Palmela, que havia sido instalado a 20 de Maio daquele ano, na sequência da Revolução da Maria da Fonte. Ao demitir o governo de Palmela, que tinha subido ao poder nem cinco meses antes, e ao substituí-lo por um ministério cartista (descrito na altura como o  governo dos Cabrais sem Cabral), a monarca reacendeu a revolta e precipitou a guerra civil da Patuleia.

## Contexto do golpe
Desejosa de pacificar os cabralistas, e convencida que o duque de Palmela se inclinava em demasia para a esquerda, procurando cooptá-la com a satisfação de algumas das suas reivindicações, a rainha resolveu sancionar um autêntico golpe de estado, e a 6 de Outubro de 1846, embora sem nomear Costa Cabral, então exilado em Espanha, formou um ministério pronunciadamente cartista, presidido pelo marechal Saldanha.
O golpe palaciano ficou conhecido pelo nome de Emboscada pela forma como foi executado, com a rainha e os seus conselheiros a aguardar no Paço a chegada de Palmela e de surpresa exigir a sua imediata demissão. O golpe foi organizado por Costa Cabral, então em Madrid, e posto em prática nos dias 5 e 6 de Outubro de 1846, pela rainha, de conluio com o marido, D. Fernando de Saxe-Coburg-Gota, e com os seus conselheiros mais chegados, tendo, como principal apoiante, o marechal Saldanha.
Assim, quando se antevia a acalmia da situação política depois da sublevação da Revolução da Maria da Fonte, a 6 de Outubro, a rainha chamou o duque de Palmela ao Paço, tendo-o sumariamente demitido. Nesse mesmo dia, foi substituído no lugar de Presidente do Conselho pelo marechal Saldanha, um dos favoritos de sempre do Paço e um dos rostos mais eminentes do cartismo.
Ainda a 6 de Outubro, o novo governo, pela pena do marechal Saldanha, fez uma proclamação ao exército, em que o marechal prometia manter as demissões dos ministros afastados pela Revolução da Maria da Fonte, fundamentalmente os odiados Cabrais, e mais uma vez prometia a abolição dos impostos reclamados pela revolta.
No novo governo, totalmente cartista e dominado pela Maçonaria, o presidente acumulava a Guerra e interinamente os Negócios Estrangeiros. Os Ministérios do Reino (até 28 de Abril de 1847) e da Fazenda (até 13 de Outubro de 1846) eram assegurados por Marcelino Máximo de Azevedo e Melo, visconde de Oliveira; o Ministério dos Negócios Eclesiásticos e da Justiça (até 28 de Abril de 1847) por José Jacinto Valente Farinho; no Ministério da Marinha e Ultramar (até 28 de Abril de 1847) D. Manuel de Portugal e Castro; nos Negócios Estrangeiros, sem assumir funções por ser ministro plenipotenciário em Paris, fica Diogo Gomes de Abreu e Lima, 2.º visconde da Carreira.
A 7 de Outubro, são novamente suspensas as garantias constitucionais, desta feita por 30 dias. A suspensão será prorrogada em 5 de Novembro e 6 de Dezembro imediatos.
Anulando o decreto que tinha marcado eleições para aquele mês, a 9 de Outubro são declarados sem efeito os decretos eleitorais de 27 de Julho, por serem considerados contrários à Carta. As Cortes são convocadas para 2 de Fevereiro de 1848.

## Consequências
Quando estas notícias foram conhecidas no norte de Portugal, em especial na cidade do Porto, e se compreendeu que os cartistas, embora por interposto líder, estavam novamente no poder, a revolta reacendeu-se com espantosa energia. O duque da Terceira, que tinha sido encarregado pela rainha de esmagar a revolta, foi de imediato preso, sendo nomeada uma junta provisória, denominada a Junta Governativa do Porto, de orientação setembrista. Estava iniciado o processo que levaria nos meses imediatos à guerra-civil da Patuleia, a qual se pode considerar como a consequência directa da Emboscada.